# Cirsium welwitschii
Cirsium welwitschii é uma espécie de planta com flor pertencente à família Asteraceae. Dá pelos nomes comuns de cardo-dos-brejos, cardo-de-welwitsch e cravo-de-burro  (não confundir com as flores do género Tagetes e com flor Matthiola maderensis). É um cardo endémico de Portugal continental, espartilhado à faixa sublitoral entre as zonas do Baixo Vouga e do Sudoeste alentejano, medrando mormente em arneiros e tremedais constantemente alagados.
A autoridade científica da espécie é Coss., tendo sido publicada em Notes Crit. 118.
Distingue-se do cardo cirsium filipendulum por, ao contrário dele, possuir folhas caulinares pouco desenvolvidas, muitas vezes, podendo nem as ter sequer. O cardo-dos-brejos, por seu turno, tem as folhas basais mais desenvolvidas, do que o cardo filipendulum.

## Portugal

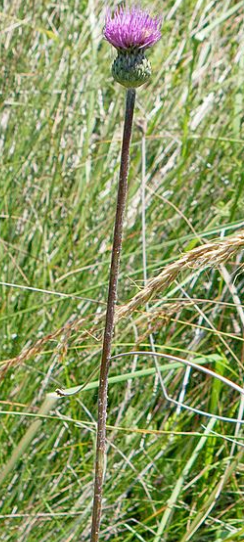
Cardo-dos-brejos entre brejo higrófilo

Trata-se de uma espécie presente no território português, nomeadamente em Portugal Continental. É uma planta rara, com poucas povoações conhecidas, as quais por sinal, são de pequenas dimensões, contendo poucas dezenas de espécimes, e se encontram muito remota e esparsamente distribuídas territorialmente, entre si.
As povoações conhecidas são circunspectas à zona do Centro-oeste arenoso, do Centro-sul plistocénico e do Sudoeste meridional, que coincidem, grosso modo, com as bacias sedimentares dos rios Tejo e Sado, delimitadas ao longo da faixa sublitoral, entre o Baixo Vouga e o Suoeste alentejano. Prefere terrenos incultos, arenosos e húmidos, geralmente, entre brejo higrófilos (i.e. vegetação que prefere a humidade).
A povoação conhecida, com maior abundância de espécimes (algumas centenas), é a da Landeira, na freguesia de Marateca e Poceirão concelho de Palmela. 

## Protecção
Não se encontra protegida por legislação portuguesa ou da Comunidade Europeia.Todavia, encontra-se sinalizada pela  IUCN (União Internacional para a Conservação da Natureza), como uma espécie «Em Perigo», categoria EN B2ab (i,ii,iii,iv,v).  De acordo com o relatório da Lista vermelha da Flora Vascular de Portugal Continental de 2020, esta avaliação, como espécie «Em Perigo», deve-se à sua exígua área de ocupação (76 km2 ), à sua população drasticamente fragmentada, concomitante com um acaudalante decréscimo da extensão do seu espaço de ocorrência, bem como da sua «'área de ocupação, área e qualidade do habitat, número de localizações e número de indivíduos maduros».
É ameaçada pelo sobrepastoreio; pelo represamento extensivo e intensivo dos parcos recursos hídricos das regiões em apreço; da eutrofização desses recursos hídricos, mercê da intensificação da actividade agropecuária.
Há propostas ambientais no sentido de cercear uma área protegida, que resguarde a povoação de espécimes descoberta na localidade de Landeira, bem como a colheita e preservação de sementes de todos os núcleos populacionais conhecidos da espécie. No entanto, essas propostas ainda não obtiveram ratificação legal, para poderem ser levadas a efeito. 